# Manuela Strube

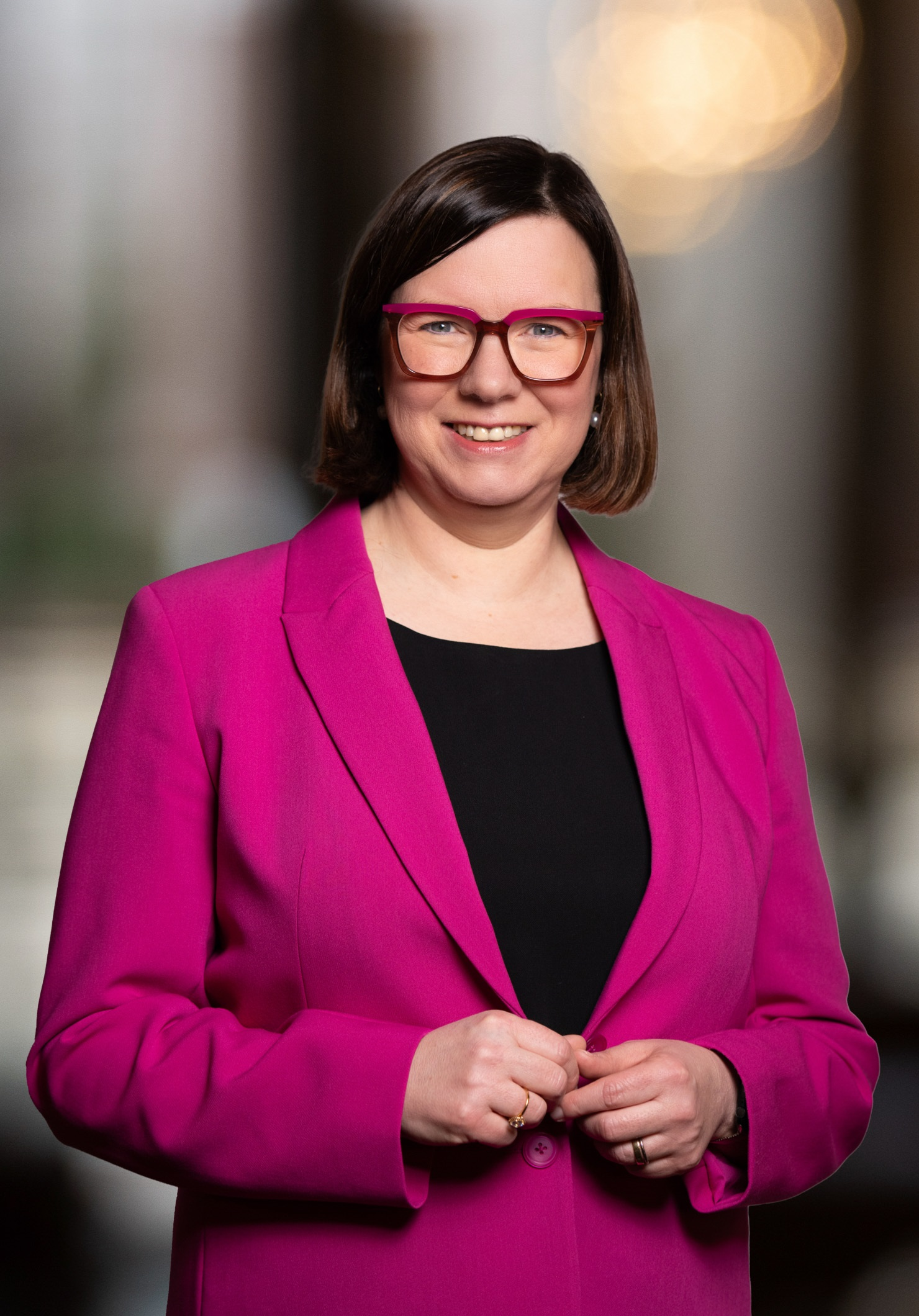
Manuela Strube, 2024

Manuela Strube (geb. Schmahl; * 27. Januar 1980 in Kassel) ist eine deutsche Politikerin der SPD. Sie ist seit dem 18. Januar 2024 Staatssekretärin im Hessischen Ministerium für Arbeit, Integration, Jugend und Soziales. Von 2017 bis 2021 war sie Mitglied des Hessischen Landtags und von 2022 bis 2024 Bürgermeisterin von Baunatal.

## Leben
Manuela Strube schloss den Schulbesuch im Jahr 1996 mit der Mittleren Reife an der Theodor-Heuss-Schule in Baunatal-Altenbauna ab. Nach einer Ausbildung zur Fachangestellten für Arbeitsförderung arbeitete sie ab 1999 bei der Agentur für Arbeit Kassel und ab 2005 beim Jobcenter der Stadt Kassel.
Strube ist verheiratet, hat zwei Kinder und lebt in Baunatal.

## Politik
Strube ist seit 2005 Mitglied der SPD. Von 2011 bis 2019 war sie Vorsitzende im SPD-Ortsverein Baunatal-Kirchbauna. Von 2017 bis Mai 2023 war sie Vorsitzende im SPD-Stadtverband Baunatal. Von April 2016 bis September 2019 war sie ehrenamtliche Stadträtin und von April bis Dezember 2021 war sie Stadtverordnete der Stadt Baunatal.
Vom 1. November 2017 bis 31. Dezember 2021 war Manuela Strube Mitglied des Hessischen Landtags. Sie rückte zunächst als Ersatzkandidatin für Timon Gremmels in den Landtag nach. Dort wurde sie Mitglied im Ausschuss für Umwelt, Klimaschutz, Landwirtschaft und Verbraucherschutz und im Petitionsausschuss. Bei der Landtagswahl am 28. Oktober 2018 verteidigte sie das Direktmandat der SPD im Wahlkreis Kassel-Land II mit dem landesweit besten SPD-Erststimmenergebnis von 37,1 Prozent.
Vom Beginn der 20. Wahlperiode (18. Januar 2019) bis zum 31. Dezember 2021 war Strube Vorsitzende des Petitionsausschusses und Mitglied im Kulturpolitischen Ausschuss. Außerdem war sie Sprecherin der nordhessischen SPD-Landtagsabgeordneten.
Seit der Kommunalwahl am 14. März 2021 ist Strube Mitglied des Kreistages im Landkreis Kassel und dort stellvertretende Vorsitzende der SPD-Fraktion.
Am 7. November 2021 kandidierte Manuela Strube als Bürgermeisterin von Baunatal. Am Wahlsonntag erhielt sie 53,41 % der Stimmen, wodurch sie im ersten Wahlgang zur Bürgermeisterin gewählt wurde. Ihre Amtszeit begann am 1. Januar 2022. Im Zuge dessen legte sie zum Jahresende 2021 ihr Landtagsmandat nieder. Für sie rückte Florian Schneider in den Landtag nach.
Vom 7. Mai 2022 bis 9. März 2024 war Manuela Strube stellvertretende Landesvorsitzende der SPD Hessen. Sie war damit eine von drei Stellvertretern der Landesvorsitzenden und Bundesministerin des Innern und für Heimat Nancy Faeser.
Am 18. Januar 2024 wurde Manuela Strube als Staatssekretärin im Hessischen Ministerium für Arbeit, Integration, Jugend und Soziales ernannt. Im Zuge dessen legte sie ihr Amt als Bürgermeisterin von Baunatal nieder.

## Mitgliedschaften
Strube ist u. a. Mitglied der ver.di, der AWO und des Sozialverband VdK. Seit September 2020 ist sie Mitglied des Aufsichtsrates der Baunataler Diakonie Kassel e. V. (bdks).